# Kamala (rivier)
De rivier Kamala (Hindi en Nepalees: कमला नदी - kamalā nadī) stroomt door Nepal en vervolgens de Indiase staat Bihar. De rivier overbrugt een hoogteverschil van 1200 meter over een lengte van 324 km en mondt uiteindelijk uit in de Koshi.